# George H. Bridgman
George Herbert Bridgman (* 16. Februar 1853 in Keene, New Hampshire; † 10. Juli 1925 ebenda) war ein US-amerikanischer Arzt und Diplomat.

## Leben
George Herbert Bridgman war das dritte von vier Kindern des Groß- und Einzelhandelskaufmanns Charles und dessen Ehefrau Sarah Elizabeth Hartwell Bridgman und schloss 1869 seine schulische Ausbildung an der Phillips Exeter Academy. 1876 beendete er ein grundständiges Studium am Dartmouth College und begann im Anschluss ein Studium der Medizin an der Harvard Medical School (HMS), der medizinischen Fakultät der Harvard University. Nach Abschluss des Studiums nahm er 1881 eine Tätigkeit als Arzt auf und fungierte zeitweilig als Präsident der 1854 gegründeten Hamline University in Saint Paul.
Am 7. Oktober 1897 wurde Bridgman während einer Sitzungspause des US-Senats zum Außerordentlichen Gesandten und bevollmächtigten Minister in Bolivien ernannt. Die Ernennung wurde vom Senat am 18. Dezember 1897 bestätigt, woraufhin er am 4. Juli 1898 als Nachfolger von Thomas Moonlight sein Akkreditierungsschreiben übergab. Er verblieb auf diesem Posten bis zum 13. Januar 1902 und wurde am 4. Oktober 1902 von William B. Sorsby abgelöst. Während seiner dortigen Amtszeit leitete er 1900 die Verhandlungen für einen Auslieferungsabkommen zwischen beiden Ländern. Im Anschluss war er zwischen 1902 und 1906 Konsul in Jamaika.
Aus seiner am 12. Juli 1884 geschlossenen Ehe mit Alice Rebecca Johnson Bridgman gingen zwei Söhne hervor, die allerdings beide im Kindesalter starben. Nach seinem Tode am 10. Juli 1925 wurde er auf dem Greenlawn Cemetery in Keene beigesetzt.